# Pardaillan de Gondrin

Znak prvního vévody z Antinu, Louise-Antoina de Pardaillan de Gondrin

Dynastie Pardaillan de Gondrin byla významným šlechtickým rodem v době starého režimu ve Francii, původem z Gaskoňska.

## Významní členové
- Antoine-Arnaud de Pardaillan de Gondrin (1562–1624), polní maršál, guvernér Agenský a Condomský
  -  Louis-Henri de Pardaillan de Gondrin (1620–1674), arcibiskup senský, syn předešlého
    - Louis-Henri de Pardaillan de Gondrin (1640–1691), manžel Madame de Montespan, synovec předešlého
      - Louis-Antoine de Pardaillan de Gondrin, vévoda z Antinu (1665–1736), syn předešlého, ředitel Královských budov (Bâtiments du Roi)
        - Louis de Pardaillan de Gondrin (1688–1712), syn vévody z Antinu
          - Louis de Pardaillan de Gondrin (1707–1743)
          - Antoine-François de Pardaillan de Gondrin (1709–1741), markýz z Antinu, viceadmirál Flotte du Ponant

        - Pierre de Pardaillan de Gondrin (1692–1733), biskup langreský, člen Francouzské akademie